# Anthalia femorata
Anthalia femorata är en tvåvingeart som beskrevs av Axel Leonard Melander 1927. Anthalia femorata ingår i släktet Anthalia och familjen puckeldansflugor. Inga underarter finns listade i Catalogue of Life.